# Antrostomus saturatus
Antrostomus saturatus là một loài chim trong họ Caprimulgidae.